# ኘ
Cette page contient des caractères éthiopiques. En cas de problème, consultez Aide:Unicode ou testez votre navigateur.
ኘ (translittéré « ñä » ou « nya ») est un caractère utilisé dans l’alphasyllabaire éthiopien pour l’écriture de l’amharique, de l’oromo comme symbole de base pour représenter les syllabes débutant par une consonne nasale palatale voisée [ɲ].

## Usage
L’écriture éthiopienne est un alphasyllabaire ou chaque symbole correspond à une combinaison consonne + voyelle, organisé sur un symbole de base correspondant à la consonne et modifié par la voyelle. ኘ correspond à une consonne nasale palatale voisée [ɲ] (ainsi qu'à la syllabe de base « ñä »). Les différentes modifications du caractères sont les suivantes :
- ኘ : « ñä »
- ኙ : « ñu »
- ኚ : « ñi »
- ኛ : « ña »
- ኜ : « ñé »
- ኝ : « ñe »
- ኞ : « ño »
- ኟ : « ñwa »

## Représentation informatique
Dans la norme Unicode, les caractères sont représentés dans la table relative à l'éthiopien, :
- ኘ : U+1298, « syllabe éthiopienne ñä »
- ኙ : U+1299, « syllabe éthiopienne ñu »
- ኚ : U+129A, « syllabe éthiopienne ñi »
- ኛ : U+129B, « syllabe éthiopienne ña »
- ኜ : U+129C, « syllabe éthiopienne ñé »
- ኝ : U+129D, « syllabe éthiopienne ñe »
- ኞ : U+129E, « syllabe éthiopienne ño »
- ኟ : U+129F, «syllabe éthiopienne  ñwa »